# Pigespejdernes Fællesråd
Pigespejdernes Fællesråd er en paraplyorganisation for pigespejdere i Danmark. Pigespejdernes fællesråd repræsenterer danske pigespejdere i versdenspigespejderorganisationen WAGGGS. H.K.H. Prinsesse Benedikte er formand for Pigespejdernes fællesråd.

## Medlemsorganisationer

### Fuldt medlemskab
- Danske Baptisters Spejderkorps
- De grønne pigespejdere
- Det Danske Spejderkorps
- Kalaallit Nunaanni Spejderit Kattufiat

### Observatører
- Dansk Spejderkorps Sydslesvig
- Føroya Skótaráð
- Metodistkirkens spejdere i Danmark